# Colombiasparv
Colombiasparv (Arremon atricapillus) är en fågel i familjen fältsparvar inom ordningen tättingar.

## Utbredning och systematik
Colombiasparv delas upp i två underarter:
- A. a. tacarcunae – förekommer i bergstrakter i östra Panama
- A. a. atricapillus – förekommer i centrala och östra Anderna i norra Colombia

Tidigare betraktades den som en underart till A. torquatus.

## Status och hot
Arten har ett stort utbredningsområde, men tros minska i antal, dock inte tillräckligt kraftigt för att den ska betraktas som hotad. Internationella naturvårdsunionen IUCN listar arten som livskraftig (LC).